# Al-Mudhàffar ibn Alí
Al-Mudhàffar ibn Alí fou un oficial d'alt rang (hàjib) i després emir de la Batiha.
Va estar al servei d'Imran ibn Xahin des d'una data incerta a l'entorn del 950. A la mort d'Imran el 979 els seus fills es van disputar el poder. El segon fill Abu-l-Fàraj ibn Imran, que havia assassinat al seu germà Hussayn ibn Imran, fou al seu torn assassinat en un cop d'estat per al-Mudhàffar ibn Alí, el 983 o el 984. Al-Mudhàffar va posar en el tron Abu-l-Maali, fill de Hussayn, que era menor d'edat, i va assolir la regència. La situació no va durar gaire temps i vers el 984 o 985, presentant un fals diploma d'investidura de Samsam-ad-Dawla, el sultà buwàyhida de l'Iran (983-987) i sobirà nominal de la Batiha, es va erigir en emir de propi dret.
Va morir el 987 i el va succeir el seu nebot amb el títol de Muhàddhib ad-Dawla com a vassall del sultà buwàyhida Xaraf-ad-Dawla de Fars i l'Iraq.